# Petromyscus collinus
Petromyscus collinus és una espècie de mamífer rosegador de la família dels nesòmids. Viu a Angola, Namíbia i Sud-àfrica a altituds d'entre 100 i 2.000 msnm. El seu hàbitat natural són les zones rocoses situades als matollars semidesèrtics. És una espècie en risc mínim, és a dir, no sembla que hi hagi cap amenaça significativa per a la seva supervivència. El seu nom específic, collinus, significa ‘del turó’ en llatí.